# إسماعيل دهقاني
إسماعيل موسى دهقاني من مواليد 9 يوليو 1991 لاعب كرة قدم قطري يجيد اللعب في الظهير الأيمن . يلعب حاليا لصالح نادي مسيمير.

## مسيرة اللاعب
لعب في نادي أم صلال ونادي مسيمير.

## روابط خارجية
- إسماعيل دهقاني على موقع Soccerway.com (الإنجليزية)